# Gold Typhoon
Gold Typhoon ist ein chinesisches Musiklabel. Das einstmals selbständige Label ist mittlerweile Teil der Warner Music Group und hatte zum Zeitpunkt der Übernahme im Jahr 2014 einen Back Catalogue von über 600.000 chinesischen und internationalen Songs sowie einen Anteil von rund 3,5 % am chinesischen Plattenmarkt.

## Geschichte
Gegründet wurde die Gesellschaft im Jahr 2003 in Hongkong. Die Initiative ging dabei von EMI Hongkong aus, die dem renommierten Medienmanager Paco Wong, ehemaliger CEO von Go East Entertainment, freie Hand für den Aufbau des ursprünglich Gold Label Entertainment genannten Unternehmens ließen. Gold Label übernahm dabei zum Auftakt das lokale Künstlerrepertoire von EMI.
Im Jahr 2001 erfolgte die Übernahme durch eine in Luxemburg domizilierte Investmentgesellschaft, die sich wiederum nach drei Jahren für eine nicht genannte Summe von ihrem Investment trennte. Käufer war die Warner Music Group. Zum Zeitpunkt dieser Übernahme hatte Gold Typhoon mit Niederlassungen in Peking, Shanghai, Guangzhou, Chengdu, Taipei und Hong Kong einen Stamm von rund 100 Mitarbeitern aufgebaut.

## Portfolio
Zum Repertoire der Plattenfirma gehören oder gehörten unter anderem aus Hongkong Kay Tse, eine Cantopop-Sängerin und der der Schauspieler und Cantopop-Sänger Louis Cheung, aus China Qin Lan, Model, Schauspielerin und Sängerin, Han Xue, Schauspielerin und Sängerin, sowie Yang Peiyi, deren Stimme als Siebenjährige bei der Eröffnungszeremonie der Olympischen Spiele in Peking zu hören war, der englisch-philippinische Jazz- und Swing-Künstler Charlie Green, die taiwanesische Mandopop-Boygroup Lollipop F, die südkoreanische Girlgroups After School und Orange Caramel sowie die Popsängerinnen und Schauspielerinnen IU und Son Dam Bi, dazu Derrick Hoh aus Singapur, Teilnehmer der Castingshow „Project SuperStar“, sowie die Idolgruppen AKB48 und Momoiro Clover Z, der  Synchronsprecher und Schauspieler (zum Beispiel Chihayafuru und Ouran High School Host Club) Mamoru Miyano und Nana Mizuki aus Japan.
Aus dem Portfolio der EMI Group wurden unter anderem A Fine Frenzy, Lenny Kravitz, Thirty Seconds to Mars und Joss Stone veröffentlicht.
Ausweislich der Künstler deckt Typhoon Gold neben Canto- und Mandopop unter anderem auch K-Pop, Dance-Pop und J-Pop sowie verschiedene Spielarten von Rockmusik sowie Soul ab.

## Veröffentlichungen (Auswahl)
- 2009: Depeche Mode – Sounds of the Universe
- 2010: Iron Maiden – The Final Frontier
- 2010: Lollipop F – 四度空間
- 2010: Fuyumi Sakamoto – Love Songs II 〜ずっとあなたが好きでした〜 (Kompilation)
- 2011: Pet Shop Boys – The Most Incredible Thing
- 2012: Tokyo Jihen – 東京コレクション
- 2014: Momoiro Clover Z – Moon Pride (Single)
- 2015: AKB48 – 0と1の間 (Kompilation)
- 2015: Yui Horie – World End Garden
- 2018: Inori Minase – Blue Compass